# トヨタ・RI4A
トヨタ・RI4Aは、トヨタ自動車が2014年に投入したスーパーフォーミュラのエンジンである。

## 概要
2013年まで使用された3.4LV8NAエンジンに対し、ダウンサイジングコンセプトを取り入れた2L直4直噴ターボエンジンで、それまでと同様にSUPER GT GT500と共用することを念頭にトヨタ自動車、日産自動車、本田技研工業の三社が合同で企画し、NRE（Nippon Race Engine）と命名された。
トヨタ自動車の東富士研究所で開発されたRI4Aは、部品点数を抑え、量産車にもフィードバックが可能な内容となっており、2016年よりトヨタテクノクラフトに移管され、同年のシーズン途中よりトヨタテクノクラフトが開発したエンジンが実戦投入されている。なおスーパーフォーミュラでの使用は2018年で終了し、2019年からはTRDが新たに開発した「Biz-01F」が投入されている。
同エンジンの一部仕様をSUPER GT用に変更しトヨタテクノクラフトにより開発されたRI4AGが、2014年 - 2016年にかけてに参戦していたレクサス・RC F、2017年 - 2019年にかけて参戦したレクサス・LC500、そして2020年より参戦しているスープラに搭載されている。
2024年より、改良型のRI4BGがSUPER GTマシンへ搭載される。

## 名称の由来
- R = Racing
- I = Inline（直列）
- 4 = 気筒数
- A = エンジンシリーズの順番（Aを最初にアルファベット順）
- G =  SUPER GT用エンジン[3]

## スペック
RI4A
- エンジン形式：水冷直列4気筒DOHC16バルブ
- 総排気量：2,000cc
- 内径×行程：-×- mm
- 最高回転数：-
- 最高出力：550PS（405kW）以上
- 最大トルク：-
- 圧縮比： -
- マネージメントシステム：ペクテル製 MQ12Di
- 過給機:ターボチャージャー（ギャレット製）
- 重量：85kg

RI4AG（2014年 - 2023年）
- エンジン形式：水冷直列4気筒DOHC16バルブ
- 総排気量：2,000cc
- 内径×行程：-×- mm
- 最高回転数：-
- 最高出力：550PS（405kW）以上
- 最大トルク：-
- 圧縮比： -
- マネージメントシステム：コスワース（ベクテル）製（2014年 - 2019年）→ボッシュ製（2020年 - ）[4]
- 過給機：-
- 重量：-

RI4BG（2024年 - ）
- エンジン形式：水冷直列4気筒DOHC16バルブ
- 総排気量：2,000cc
- 内径×行程：-×- mm
- 最高回転数：-
- 最高出力：550PS（405kW）以上
- 最大トルク：-
- 圧縮比： -
- マネージメントシステム：ボッシュ製
- 過給機：-
- 重量：-